# Adair County, Iowa
Adair County är ett county i delstaten Iowa, USA.  Den administrativa huvudorten (county seat) är Greenfield.  

## Geografi
Enligt United States Census Bureau har countyt en total area på 1 477 km². 1 474 km² av den arean är land och 3 km² är vatten. 

### Angränsande countyn
- Guthrie County - nord
- Madison County - öst
- Union County - sydost
- Adams County - sydväst
- Cass County - väst

### Större städer och samhällen
- Adair
- Bridgewater
- Casey
- Fontanelle
- Greenfield
- Orient
- Stuart